# Sāvlāj
Sāvlāj är en ort i Indien.   Den ligger i delstaten Maharashtra, i den sydvästra delen av landet, 1 300 km söder om huvudstaden New Delhi. Sāvlāj ligger 695 meter över havet och antalet invånare är 5 000.
Terrängen runt Sāvlāj är platt. Runt Sāvlāj är det tätbefolkat, med 369 invånare per kvadratkilometer. Närmaste större samhälle är Tāsgaon, 19,2 km väster om Sāvlāj. Trakten runt Sāvlāj består till största delen av jordbruksmark.